# Teatro romano di Locri
Il Teatro romano di Locri è situato nel sito archeologico di Locri Epizefiri, in località  Contrada Pirettina. Fu realizzato nel I secolo a.C. sull'impianto originale greco del IV secolo a.C.; è la più importante testimonianza della romanizzazione della città, che venne trasformata in municipium, perdendo gradualmente di importanza.
Nel tempo si susseguirono numerosi rimaneggiamenti non chiaramente datati. Fu riportato alla luce  nel 1940 da Paolo Enrico Arias; gli scavi furono terminati nel 1957 da Alfonso De Franciscis. 

## Storia
La città greca di Locri Epizefiri è citata da Aristotele, che ne faceva risalire la fondazione ai servi fuggiti da Sparta mentre i loro padroni erano occupati con la guerra contro i Messeni. La colonia, al di là del mito, ebbe come primo insediamento il promontorio Zefiro e solo alla fine delle ostilità contro i Siculi, terminate con la vittoria dei locresi, l'insediamento venne spostato nella pianura sottostante, nel 670 a.C. circa.
La città, che ebbe un'interessante storia politica con una democrazia moderata che limitava il potere assoluto degli aristocratici, subì la tirannia di Dionigi il Giovane (dal 356 a.C.), figlio del tiranno Dionigi di Siracusa, scacciato dalla città siciliana, e di una donna locrese. I Romani la presero nel 205 a.C., dopo che tenne un atteggiamento ambiguo durante le guerre puniche, anche durante l'occupazione di Annibale del 216-215 a.C.

## Descrizione
Il teatro si trova sul dromo cittadino, con la cavea appoggiata a un pendio naturale sul fianco della collina Cusemi. La forma è più ampia di un semicerchio. L'edificio conteneva fino a 4.500 spettatori. Dalla cavea (koilon) costituita da gradoni tagliati in parte nella roccia ed in parte sistemati con lastre della stessa arenaria, si godeva un notevole panorama della città e del mare.
La gradinata era tagliata nella tenera pietra locale e divisa in sette cunei o settori (kerkìdes), mediante sei scalette (klimakes). Una partizione orizzontale (diazoma) separava le gradinate più alte (epitheatron) oggi rovinate. Si pensa che il teatro servisse anche per riunioni politiche.
I romani costruirono i corridoi laterali ed intervennero soprattutto in alcune zone della gradinata e dell'orchestra, riducendo lo spazio per gli spettatori e ingrandendo l'area destinata ad un nuovo genere di spettacolo, come i combattimenti tra i gladiatori, e tra gladiatori e animali.